# Justice League: Gods and Monsters
Justice League: Gods and Monsters (Liga da Justiça: Deuses e Monstros no Brasil) é um filme estadunidense animado de super-heróis direto ao vídeo dirigido por Sam Liu, e escrito por Alan Burnett e Bruce Timm. O filme é uma ponte para uma websérie intitulada Justice League: Gods and Monsters Chronicles que está prevista para estrear em 2016. O filme estrou em 28 de julho de 2015 mundialmente.

## Sinopse
Viaje a uma realidade divergente, onde a Liga da Justiça protege o planeta – mas responde apenas a ela própria. Utilizando métodos de intimidação e medo, estes Superman, Batman e Mulher-Maravilha usam força bruta em nome da justiça. Neste universo alternativo, Superman não foi criado pelos Kents em Smallville, o Cavaleiro das Sombras não é Bruce Wayne, e Mulher Maravilha não é uma guerreira amazona de Themyscira. Quando um grupo de cientistas famosos passam por “acidentes”, uma força-tarefa do governo é acionada e segue uma trilha de pistas que os leva à Liga – mas será que há mais alguém nas sombras operando esse estratagema? Trata-se de um jogo de altas apostas envolvendo intrigas, mistérios e ação, que pretende responder a pergunta: Como você leva a justiça para aqueles que estão acima da lei?.
A trindade clássica da DC é substituída.
Nessa animação, a Mulher Maravilha é Bekka, neta do Pai Celestial, governante de Nova Gênese. Chegou a Terra após se insurgir contra Izaya, que promoveu uma chacina contra os governantes de Apokolips logo após o casamento de Beca e Órion. Na tentativa de salvar seu pai, Darkseid, Órion acaba morto pelo Pai Celestial, o que leva Beca a deixar Nova Gênese fazendo uso da caixa materna em sua espada.
Batman é o Dr. Kirk Langstrom, que na tentativa de curar uma doença genética acaba se transformando numa espécie de vampiro, e passou a se alimentar do sangue de bandidos numa tentativa de usar sua condição para o bem.
Superman é filho do General Zod, e ao chegar na Terra foi acolhido e criado por um casal de imigrantes mexicanos. Seu nome é Hernan Guerra.
As origens dos três personagens foram exploradas em hq homônima, com três edições dedicadas a cada um dos personagens.

## Vozes
- Estúdio: Cinevideo
- Mídia: DVD
- Direção: Miriam Ficher

| Personagem               | Dublagem             | Dublagem            |
| ------------------------ | -------------------- | ------------------- |
| Hernan Guerra / Superman | Benjamin Bratt       | Guilherme Briggs    |
| Kirk Langstrom / Batman  | Michael C. Hall      | Duda Ribeiro        |
| Bekka / Mulher-Maravilha | Tamara Taylor        | Priscila Amorim     |
| Lois Lane                | Paget Brewster       | Miriam Ficher       |
| Will Magnus              | C. Thomas Howell     | Fernando Lopes      |
| Lex Luthor               | Jason Isaacs         | Luiz Carlos Persy   |
| Steve Trevor             | Tahmoh Penikett      | Ettore Zuim         |
| Presidente Waller        | Penny Johnson Jerald | Marize Motta        |
| General Zod              | Bruce Thomas         | Élcio Romar         |
| Jor-El                   | Yuri Lowenthal       | Eduardo Borgerth    |
| Darkseid                 | André Sogliuzzo      | José Augusto Sendim |
| Órion                    | Josh Keaton          | Eduardo Borgerth    |
| Pai Celestial            | Richard Chamberlain  | Jorge Rosa          |
| Vovó Bondade             | Khary Payton         | Beatriz Loureiro    |
| Silas Stone              | Carl Lumbly          | Carlos Seidl        |
| Victor Stone             | Taylor Parks         | João Victor Granja  |
| Tina                     | Grey Griffin         | Christiane Monteiro |
| Dr. Ray Palmer           | Dee Bradley Baker    | Raul Labancca       |
| Dr. Victor Fries         | Jim Meskimen         | Marco Moreira       |
| Doutor Silvana           | Daniel Hagen         | Jorge Rosa          |
| Dr. Emil Hamilton        | Trevor Devall        | Malta Júnior        |
| Karen Beecher            | Kari Wahlgren        | Rita Lopes          |
| Pete Ross                | Larry Cedar          | Élcio Romar         |
| Estanho                  | Dee Bradley Baker    | Ronalth Abreu       |

Vozes Adicionais: Amanda Borgerth, Bárbara Ficher, Daniel Müller, Gil Mesquita, Ricardo Vooght, Último de Carvalho.

## Websérie
A websérie foi iniciada em 8 de junho de 2015, com o episódio piloto conhecido como "Twisted".